# Instituto Nacional de Estadística y Censos de Costa Rica
El Instituto Nacional de Estadística y Censos es una institución autónoma del gobierno de Costa Rica, encargada de la producción y divulgación estadística en el país. Entre sus funciones se encuentra la realización de censos, encuestas y otros estudios sobre demografía, economía y otros campos sociales.

## Historia
El gobierno de Costa Rica estableció la Oficina Central de Estadística en el año 1861, el primer departamento oficial encargado de la investigación estadística y aplicación del Primer Censo Nacional de Población de 1864. En 1951 la oficina pasó a llamarse Dirección General de Estadística y Censos, y no sería hasta 1998 que por la Ley n.º 7839 se declara la creación del Instituto Nacional de Estadística y Censos. Desde el 13 de junio de 2019, empezó a regir la Ley 9694 del Sistema de Estadística Nacional, derogando la Ley 7839. Ubicado en Edificio Ana Lorena, Calle Los Negritos, Barrio Dent, Mercedes, 11503, Montes de Oca, San José.

### Censos en Costa Rica
Desde 1864, el INEC o sus oficinas antecesoras ha llevado a cabo once censos de población y siete de vivienda:
- 1864. Censo General de la República de Costa-Rica.
- 1883. Censo costarricense de 1883.
- 1892. Censo costarricense de 1892.
- 1927. Censo costarricense de 1927.
- 1950. V Censo Nacional de Población.
- 1963. VI Censo Nacional de Población.
- 1973. VII Censo Nacional de Población.
- 1984. VIII Censo Nacional de Población.
- 2000. IX Censo Nacional de Población.
- 2011. X Censo Nacional de Población.
- 2022. XI Censo Nacional de Población (aunque etiquetado por el INEC como Estimación de Población, dada su baja cobertura censal).